# Guaraníalfabetet
Guaranís alfabet är ett fonetiskt system som används för att skriva språket guaraní, främst talat i Paraguay och närliggande länder. Alfabetet består av 33 bokstäver:
A, Ã, CH, E, Ẽ, G, G̃, H, I, Ĩ, J, K, L, M, MB, N, ND, NG, NT, Ñ, O, Õ, P, R, RR, S, T, U, Ű, V, Y, Ỹ, '.
De sex bokstäverna "A", "E", "I", "O", "U", "Y" betecknar vokalljud, Tildevarianterna är nasalerade versioner. Apostrofen " ' " (kallad puso) representerar en glottal klusil. De övriga bokstäverna (inkluderat "Ñ", "G̃") är konsonanter.